# Millac (Vienne)
 Millac  es una población y comuna francesa, situada en la región de Poitou-Charentes, departamento de Vienne, en el distrito de Montmorillon y cantón de L'Isle-Jourdain (Vienne).

## Demografía
| 806 | 692 | 662 | 598 | 579 | 588 |
| Para los censos de 1962 a 1999 la población legal corresponde a la población sin duplicidades (Fuente: INSEE [Consultar]) |     |     |     |     |     |